# Șicula, Arad
Șicula (în maghiară Sikula) este satul de reședință al comunei cu același nume din județul Arad, Crișana, România. Se află în partea de nord a județului.

## Așezare
Localitatea Șicula se află situată în partea de sud a Câmpiei Teuzului, pe Râul Crișul Alb, la o distanță de 51 km față de municipiul Arad.

## Istoric
Prima atestare documentară a localității Șicula datează din anul 1334.

## Economia
Economia este predominant agrară dar cunoaște în prezent o dinamică puternică, cu creșteri importante semnalate în toate sectoarele de activitate. Șicula este un important nod rutier al județului Arad.

### Personalități
- Emil Monția (n. 6 ianuarie 1882, Șicula, județul Arad - d. 1965, Șiria, județul Arad)- compozitor, culegător de folclor și avocat român.
- Florica Bradu, cântăreață română de muzică populară din Bihor.